# 1984年夏季残疾人奥林匹克运动会冰岛代表团
1984年夏季残疾人奥林匹克运动会冰岛代表团是冰岛派出的1984年夏季残疾人奥林匹克运动会代表团。获得2枚银牌和8枚铜牌。